# Atol das Rocas
A Reserva Biológica Atol das Rocas é uma unidade de conservação de proteção integral brasileira situada a 144 mn (267 km) a lés-nordeste da cidade de Natal (RN) e a 80 mn (148 km)  a oeste do arquipélago de Fernando de Noronha (PE), na zona econômica exclusiva do Brasil.

## História
O primeiro mapa que mostra o Brasil conquistado pelos portugueses, o Planisfério de Cantino, de 1502, já registrava a existência do Atol das Rocas. Uma outra menção a Rocas é atribuída ao almirante Dario Pais Leite, que descreveu o naufrágio de uma das naus da expedição liderada pelo navegador português Gonçalo Coelho à costa do Brasil, em 1503. Apesar de ser conhecido desde o século XVI, o primeiro mapa detalhado de Rocas surgiu apenas em 1852, desenhado pelo capitão-tenente Phillip Lee, com a denominação de Baixo das Rocas ou Baixo das Cabras. Rocas aparece caracterizado como atol em 1858, num levantamento batimétrico feito pelo Comandante Vital de Farias. O primeiro naturalista a mencionar Rocas foi Jean de Léry, em 1580.
Devido à pouca profundidade de suas águas, a navegação nesse trecho da costa é muito perigosa. Os acidentes marítimos em Rocas eram frequentes e, no final do século XIX, no dia 19 de novembro de 1881 iniciou-se a construção do primeiro farol do Atol das Rocas, na ilha atualmente conhecida como Ilha do Farol (Rodrigues, 1940 e Andrade, 1959, citados por Kikuchi, 1999).
O Atol das Rocas é protegido por uma reserva biológica. É a primeira Reserva Biológica Marinha do Brasil. Sua criação deu-se através do Decreto-lei N.º 83.549, de 5 de junho de 1979. Sua gestão cabe atualmente ao Instituto Chico Mendes de Conservação da Biodiversidade e as únicas atividades humanas permitidas em seu interior são aquelas relacionadas à pesquisa científica.

## Caracterização da área
A Reserva Biológica Marinha do Atol das Rocas está inserida em uma área de 37,820 ha, delimitada pela isóbata de 1,000 m de um monte submarino pertencente à Cadeia Fernando de Noronha, a partir da Ilha do Farol. O atol tem uma área de aproximadamente 755,1 ha e abriga, além da Ilha do Farol, a Ilha do Cemitério, ambas de origem biogênica.
O Atol das Rocas é o único atol do oceano atlântico sul e tem importância ecológica fundamental por sua alta produtividade biológica e por ser uma importante zona de abrigo, alimentação e reprodução de diversas espécies animais.
Os recifes que compõem Rocas crescem no topo de um monte submarino pertencente à Zona de Fratura de Fernando de Noronha.
Com uma área de aproximadamente 755,1 ha, o Atol das Rocas está entre os menores do mundo. De formato oval, tem 3,7 km de comprimento, 2,5 km de largura e um perímetro 7 km.
As areias de Rocas têm origem biológica, sendo compostas principalmente por estruturas calcárias fósseis de algas coralináceas da sub-família Melobesioideae e da família Corallinaceae, além de algas verdes do gênero Halimeda e de foraminíferos bentônicos, principalmente Amphistegina radiata e Archaias sp (Coutinho e Morais, 1970 citado por KIKUCHI, 1999).
Essas areias de origem biológica acumularam-se em duas faixas com forma de anel aberto no interior do atol, originando a Ilha do Farol e a Ilha do Cemitério. Juntas, têm uma área de aproximadamente 36 ha. Durante a maré baixa, o anel de recifes que forma o atol fica exposto e, no seu interior, surgem piscinas naturais, de tamanhos diversos e profundidade de até 6 m. Na maré alta, apenas as duas ilhas interiores e o perímetro do atol, com sua margem formada por recifes, ficam emersas.

## Ecologia

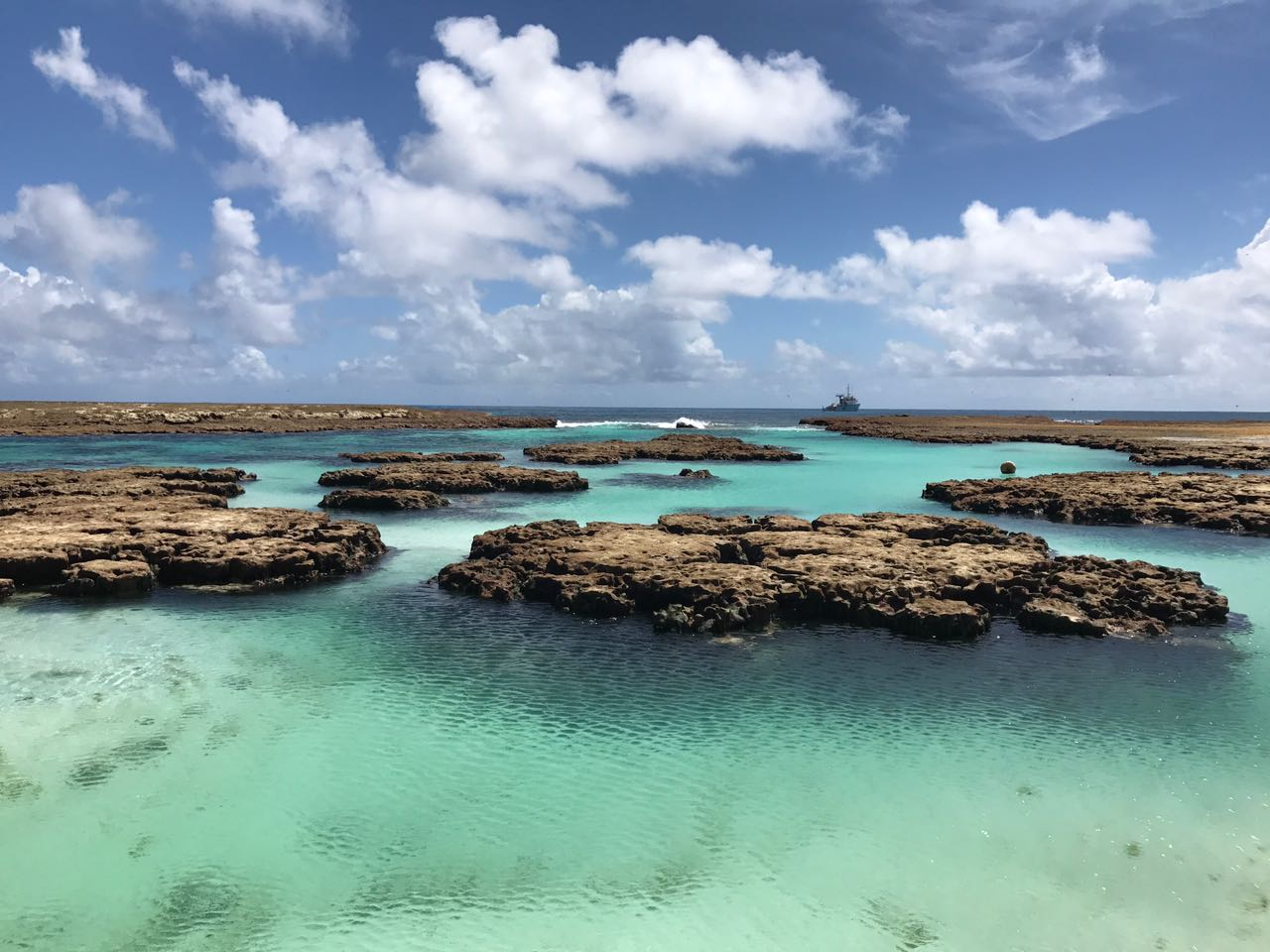
As piscinas naturais do Atol das Rocas

O Atol das Rocas serve de berçário a muitas espécies. Todos os anos milhares de aves e centenas de tartarugas-verdes retornam para lá para desovar. O local também é área de abrigo e alimentação da tartaruga-de-pente.
Tem uma enorme importância ecológica fundamental por sua alta produtividade biológica e por ser uma importante zona de abrigo, alimentação e reprodução de diversas espécies animais.[carece de fontes?]
Ao lado do Arquipélago de Fernando de Noronha, o Atol das Rocas é considerado uma das áreas mais importantes para a reprodução de aves marinhas tropicais do Brasil, abrigando pelo menos 150 milhares de aves, de quase 30 espécies diferentes. Atualmente vivem, o ano todo, cinco espécies de aves residentes: duas de atobás, uma de trinta-réis ou andorinha-do-mar e duas de viuvinhas, os atobás-de-patas-vermelhas e as fragatas vêm de Fernando de Noronha para pescar. Além delas, 25 espécies migratórias fazem de Rocas um porto permanente. Passam por ali espécies originárias da Venezuela, da África e até maçaricos provenientes da Sibéria.
O atol é também o paraíso de muitas espécies aquáticas. Por se tratar de uma montanha isolada, próxima de mares profundos e afastados da costa, ele é ideal para peixes de todos os tamanhos, moluscos, algas, crustáceos e tartarugas. Quase cem espécies de algas, 44 de moluscos, 34 de esponjas, sete espécies de coral e duas espécies de tartarugas já foram ali identificadas. Entre os 24 crustáceos, destacam-se o caranguejo terrestre e o aratu, que somente habitam ilhas oceânicas. O primeiro levantamento da fauna de insetos do Atol foi realizado em 2000, quando 12 espécies de insetos foram registrados e 3 espécies de aracnídeos, dentre eles um escorpião com veneno pouco perigoso para humanos.
Em Rocas foram ainda catalogadas 147 espécies de peixes diferentes, entre os sargos, garoupas, meros e xaréus. Mas apenas duas dessas espécies, o bodião e a donzela são exclusivas da região, que abrange o Atol das Rocas e o Arquipélago de Fernando de Noronha, o tubarão-limão, uma espécie rara em Rocas tem motivado estudos de vários cientistas brasileiros e estrangeiros, a espécie passa o início da vida em cardumes, na laguna e nas piscinas do atol.